# M-Bahn
De M-Bahn was een magneetzweeftrein waarmee in West-Berlijn vanaf 1984 werd geëxperimenteerd en die tussen 1989 en 1991 in gebruik was voor personenvervoer. De lijn had een lengte van 1,6 km met drie haltes, waarvan twee speciaal gebouwd voor de M-Bahn. De M-Bahn werd gezien als de toekomst van het openbaar vervoer in West-Berlijn en werd gebouwd om een gat op te vullen dat was ontstaan door de bouw van de Berlijnse Muur. De lijn werd overbodig als gevolg van de Duitse hereniging en werd afgebroken om de twee delen van metrolijn U2 weer met elkaar te verbinden.
De M-Bahn was de tweede magneetzweeftrein in gebruik voor openbaar vervoer na de magneetzweeftrein in Birmingham maar voor de voltooiing van de magneetzweeftrein in Shanghai.

## Geschiedenis
Het eerst gedeelte van de Metro van Berlijn die werd gebouwd omvatte een verhoogd deel tussen de stations Gleisdreieck en Potsdamer Platz. Tijdens de Duitse deling kwam Gleisdreieck in West-Berlijn te liggen, terwijl het station Potsdamer Platz direct onder de grens in Oost-Berlijn kwam te liggen. Toen de Berlijnse muur werd gebouwd in 1961, eindigden de lijnen aan beide kanten één halte voor Potsdamer Platz (vanuit het oosten: Mohrenstraße). In 1972 werden vervolgens ook nog de twee haltes voor Potsdamer Platz aan de westzijde gesloten omdat dit gebied al werd bediend door een andere metrolijn.
Het gebied in West-Berlijn dat grensde aan het Potsdamer Platz miste door de muur echter een verbinding met de metro waardoor tot de M-Bahn werd besloten. De M-bahn gebruikte hierbij de verlaten perrons van het station Gleisdreieck en de metrosporen in noordelijke richting naar de grens. Vlak voor de grens boog de lijn af om te eindigen op het Kemperplatz nabij het Potsdamer Platz maar nog net in West-Berlijn.
De bouw van de lijn begon in 1983 en de eerste testritten zonder passagiers vonden plaats in 1984 op het zuidelijk gedeelte van de lijn. Bij de eerste testen werd er een voertuig gebruikt die eerder door Magnetbahn GmbH werd gebruikt nabij Braunschweig. In 1986 werden de eerste voertuigen die specifiek voor Berlijn waren bedoeld geleverd. De M-bahn zou worden geopend voor publiek in mei 1987 maar tijdens een brand in station Gleisdreieck werd een van de voertuigen verwoest en de andere zwaar beschadigd.
Vier extra voertuigen werd gebouwd die gelijk waren aan de oorspronkelijke twee. Meerdere begindata werden niet gered door onder andere het ontsporen van een van de voertuigen in 1988. Uiteindelijk werd de dienst officieel in gebruik genomen in juli 1991. Echter vlak na de officiële start viel onverwachts de Berlijnse Muur waardoor de wens groeide om metrolijn U2 weer te herstellen en de M-Bahn uit de weg moest worden verwijderd. De M-Bahn was ook niet meer nodig omdat het gebied dat de M-Bahn bediende nu makkelijk bereikt kon worden vanaf station Potsdamer Platz. De ontmanteling van de M-Bahn begon daardoor slechts 2 maanden na de officiële opening en werd voltooid in februari 1992. De U2 tussen Gleisdreieck en Potsdammer Platz werd daarna hersteld.

## Route
De lijn liep vrijwel noord-zuid van het Kemperplatz aan de rand van de Großer Tiergarten naar het lage niveau van metrostation Gleisdreieck. Het nieuwe gedeelte tussen Kemperplatz en Bernburger Straẞe bestond uit twee parallelle sporen die samenvoegden tot enkel spoor om via de oorspronkelijke metroviaducten te kunnen lopen. De M-Bahn gebruikte hierbij de westelijke sporen, terwijl de oostelijke sporen voor normale treinen werden gebruikt. De stations Kemperplatz en Bernburger Straẞe zijn tegenwoordig gesloopt, evenals de lijnen er tussen.

## Materieel
| Nr. | Type      | Producent    | In gebruik    | Opmerkingen                                                         |
| --- | --------- | ------------ | ------------- | ------------------------------------------------------------------- |
| 01  | M80/2     | Waggon Union | Maart 1987    | Uitgebrand in 1987                                                  |
| 02  | M80/2     | Waggon Union | Maart 1987    | Beschadigd door brand in 1987 en daarna uit dienst genomen          |
| 03  | M80/2     | Waggon Union | Mei 1987      | Beschadigd tijdens incident in december 1988                        |
| 04  | M80/2     | Waggon Union | Mei 1987      | Uit dienst vanaf 1991                                               |
| 05  |           | MBB          | April 1984    | Dieselvoertuig werkvoertuig, uit dienst in 1986                     |
| 06  | M80/2     | Waggon Union | Augustus 1989 | Uit dienst in 1991, te zien in Verkehrsmuseum Nürnberg              |
| 07  | M80/2     | Waggon Union | Augustus 1989 | Uit dienst in 1991                                                  |
| 704 | Voorbeeld | MBB          | Juni 1989     | Gebouwd voor testbaan in Braunschweig, gebruikt voor testen in 1986 |